# Associazione Sportiva Volley Lube
A Associazione Sportiva Volley Lube, mais conhecida como Cucine Lube Civitanova por questões de patrocínios, é uma equipe italiana de voleibol masculino da comuna de Treia, província de Macerata, região das Marcas. Atualmente o clube disputa a SuperLega, a primeira divisão do campeonato italiano.

## Histórico
A história do clube italiano começou em 1990, na pequena cidade de Treia, localizada na província de Macerata, que hospeda o Cucine LUBE, um dos mais importantes gigantes na indústria de móveis italianos.
O voleibol sempre foi um esporte muito popular em toda a região de Marcas e essa paixão é influenciada pela gestão, que decidiu fundar uma equipe do Grupo Industrial Lube. Com três vitórias em campeonatos, o Volley Lube passou da Série C para a Série A2 do prestigiado Campeonato Italiano de Voleibol. Essa marcha triunfaria em 1995, com o objetivo alcançado: a promoção para a Série A1 do Campeonato.
Em todos esses anos a camisa do Lube foi usada pelos maiores campeões do mundo: Andrea Zorzi, Nalbert Bitencourt, Maurício Lima, Marco Bracci e Lorenzo Bernardi, dentre outros atletas do voleibol de fama mundial.
Em uma memorável disputa em 2001, o clube conseguiu seu primeiro troféu, a Copa da Itália, e no ano seguinte, em Opole, na Polônia, o mundo viu o Lube se tornar campeão da Europa ao derrotar o clube grego Olympiacos.
Em 21 de maio de 2006, sob os olhares de 12 mil espectadores, o Lube conquistou o seu primeiro título no Campeonato Italiano ao bater o Treviso na final por 3 sets a 0 no quinto e decisivo desafio diante de 12 mil espectadores no BPA Palace em Pesaro, obtendo também os títulos em 2012, 2014 e 2017.
Em dezembro de 2019, o Lube conquistou o seu primeiro título no Campeonato Mundial de Clubes da FIVB ao vencer o Sada Cruzeiro Vôlei – clube anfitrião do torneio – por 3 sets 1.

## Títulos

### Campeonatos internacionais
Mundial de Clubes
- Campeão: 2019
- Vice-campeão: 2017, 2018, 2021

 Liga dos Campeões
- Campeão: 2001–02, 2018–19
- Vice-campeão: 2017–18
- Terceiro lugar: 2015–16, 2016–17

 Taça Challenge

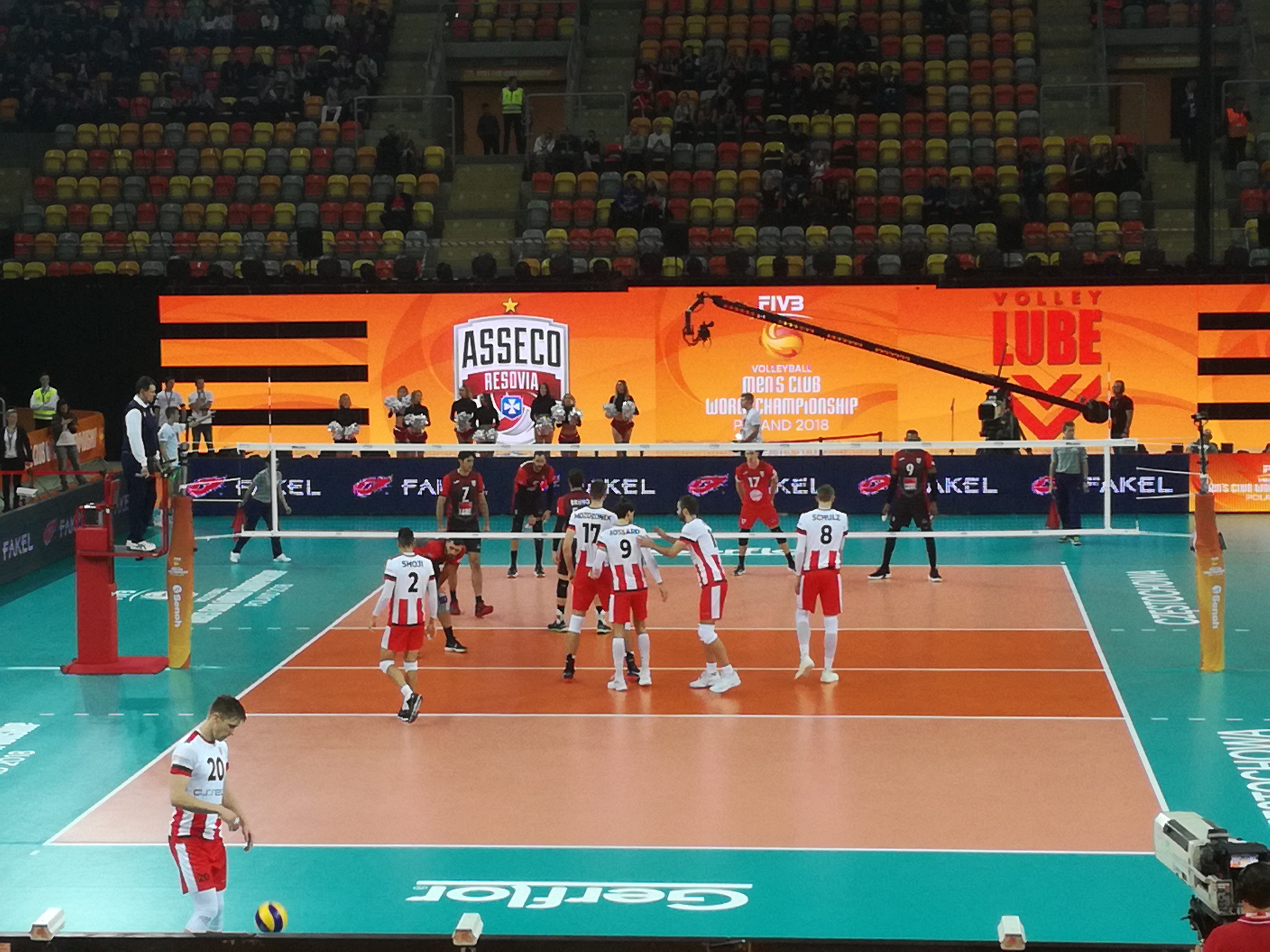
Cucine Lube Civitanova em partida contra o Asseco Resovia Rzeszów pelo Campeonato Mundial de Clubes de 2018, na Polônia.

- Campeão: 2000–01, 2004–05, 2005–06, 2010–11
- Vice-campeão: 2002–03
- Terceiro lugar: 1997–98

### Campeonatos nacionais
Campeonato Italiano
- Campeão: 2005–06, 2011–12, 2013–14, 2016–17, 2018–2019, 2020–21, 2021–22
- Vice-campeão: 2012–13, 2017–18, 2022–23

 Copa Itália
- Campeão: 2000–01, 2002–03, 2007–08, 2008–09, 2016–17, 2019–20, 2020–21
- Vice-campeão: 2011–12, 2012–13, 2017–18, 2018–19

 Supercopa Italiana
- Campeão: 2006, 2008, 2012, 2014
- Vice-campeão: 2001, 2003, 2009, 2013, 2017, 2020, 2022, 2023

## Elenco atual
Atletas selecionados para disputar a temporada 2022–23.
| Camisa                        | Nome                     | Altura (m) | Posição    |
| ----------------------------- | ------------------------ | ---------- | ---------- |
| 1                             | Gabriel Garcia Fernandez | 2,01       | Oposto     |
| 2                             | Isac Santos              | 2,08       | Central    |
| 3                             | Daniele Sottile          | 1,86       | Levantador |
| 6                             | Francesco D'Amico        | 1,83       | Líbero     |
| 7                             | Fabio Balaso             | 1,78       | Líbero     |
| 9                             | Ivan Zaytsev             | 2,04       | Oposto     |
| 10                            | Barthélémy Chinenyeze    | 2,02       | Central    |
| 11                            | Aleksandar Nikolov       | 2,05       | Ponteiro   |
| 12                            | Enrico Diamantini        | 2,04       | Central    |
| 13                            | Mattia Gottardo          | 1,90       | Ponteiro   |
| 15                            | Luciano De Cecco         | 1,94       | Levantador |
| 17                            | Simone Anzani            | 2,03       | Central    |
| 21                            | Mattia Bottolo           | 1,96       | Ponteiro   |
| 23                            | Marlon Yant Herrera      | 2,04       | Ponteiro   |
| Técnico: Gianlorenzo Blengini |                          |            |            |